# Список річок Лівану
Список річок Лівану. На території Лівану є 28 річок і всі вони непридатні для судноплавства.  22 річки беруть початок на заході гірської системи Лівану, протікають через стрімкі вузькі ущелини і зрештою впадають у Середземне море. Інші 6 річок беруть початок у долині Бікаа.

## Річки, які беруть початок в центральних районах Лівану
| Сучасна назва | Додаткова назва | Старовинна назва |
| ------------- | --------------- | ---------------- |
| Літані        | Касімієх        | Ліонтес          |
| Асі           |                 | Оронтес          |
| Хазбані       | Нахал Снір      |                  |

## Річки, які беруть початок на заході гірської системи Лівану
| Сучасна назва              | Додаткова назва | Старовинна назва    |
| -------------------------- | --------------- | ------------------- |
| Нахр аль-Кабір аль-Джанубі | Нахр аль-Кабір  | Ілеутерус           |
| Астоан                     |                 |                     |
| Арка                       |                 |                     |
| Нахр аль-Баред             |                 |                     |
| Кадіша                     | Нахр Абу Алі    |                     |
| Аль-Джоз                   |                 |                     |
| Абрахам                    | Нахр Ібрахім    | Адоніс              |
| Нахр аль-Калб              | Собача річка    | Лайкус              |
| Річка Бейрут               | Нахр Бейрут     | Магорас             |
| Дамур                      | Нахр аль Дамур  | Даморос або Тамірус |
| Авалі                      |                 | Річка Асклепія      |
| Сінік                      |                 |                     |
| Захрані                    |                 |                     |